# Eggebergtunnel
Der Eggebergtunnel ist ein 332 Meter langer Eisenbahntunnel der Schnellfahrstrecke Hannover–Würzburg (Streckenkilometer 36,8 bis 37,1).

## Verlauf

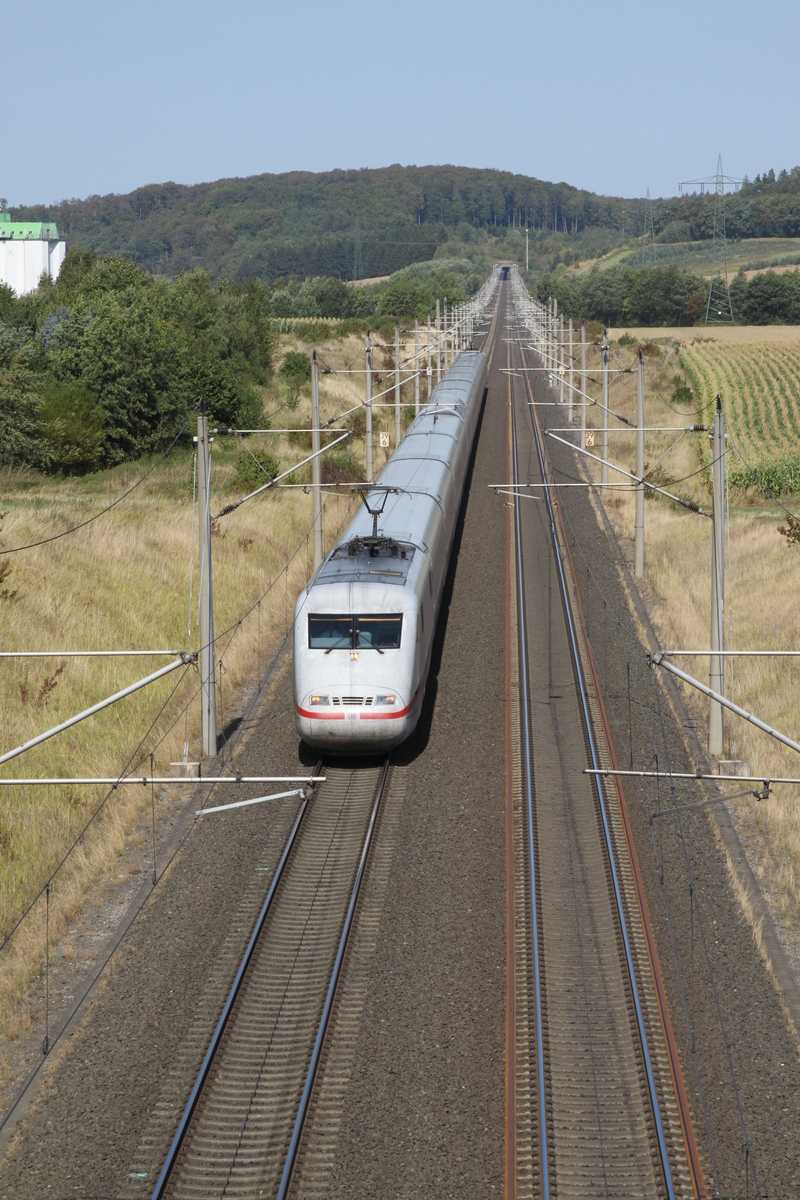
Ein ICE 1 auf dem Weg nach Süden. Im Hintergrund ist das Südportal des Eggebergtunnels mit den Ausläufern des Hildesheimer Waldes zu sehen.

Die Trasse verläuft im Tunnel gerade. Die Gradiente fällt zum Südportal hin ab und erreicht in diesen Bereich ein Gefälle von 12,493 Promille. Die Röhre liegt jeweils etwa zur Hälfte im Unteren und im Oberen Muschelkalk. Die maximale Überdeckung liegt bei 28 Metern.
Dem Nordportal ist ein rund 110 m langer Voreinschnitt vorangestellt.
Südlich des Tunnels folgt ebenfalls ein Einschnitt. Nach Querung der Landesstraße 485, zweier Forstwege und der Salterbeek auf einer sechsfeldrigen Brücke schließt sich das südliche Vorland des Hildesheimer Waldes an. Nördlich folgt nach einem kurzen Damm der Eichenbergtunnel.

## Geschichte

### Planung
Die heutige Linienführung zwischen Hannover und Kassel wurde 1976 beschlossen (so genannte Variante III). In den Jahren 1976 und 1977 war dabei zeitweise eine Variante IV diskutiert, nachdem Geologen die Durchführbarkeit der Variante III im Hildesheimer Wald in Frage stellten. Diese Variante IV wäre bei Sarstedt von der heutigen Trasse in westlicher Richtung abschwenkt und hätte den Hildesheimer Wald parallel zur heutigen Strecke in einem etwa vier Kilometer langen Tunnel zwischen Nordstemmen im Norden und Eddinghausen im Süden umfahren, um sich anschließend der realisierten Strecke anzunähern und diese nördlich von Sibbesse zu erreichen. Nachdem Erkundungsbohrungen 1976 und 1977 die Durchführbarkeit der Variante III bestätigten, wurde diese Variante 1977 von der Bundesbahn in die Raumplanung eingebracht.
In der Planungsphase lag der Tunnel im Abschnitt 1 im 133 km langen Nordabschnitt der Neubaustrecke. Südlich des Tunnels beim km 39,650 endet dieser Teil. Im Planfeststellungsverfahren war die Röhre Teil des Abschnitts 1.5.
Mitte 1982 lag die geplante Länge bei 323 m, Ende 1982 bei 332 m.

### Bau
Der Ausbruch erfolgte steigend von Süd nach Nord und wurde im Juli 1985 abgeschlossen. Die Fertigstellung im Rohbau erfolgte im Juli 1986. Das Aushubmaterial wurde teils als Dammbaustoff verwendet, teils auf einer seitlich gelegenen Deponie gebracht. Die Innenschale ist auf der ganzen Länge 35 Zentimeter stark. Die Bausumme für das Bauwerk, einschließlich des benachbarten Eichenbergtunnels, lag bei 45 Mio. DM.